# Draconis
Draconis (anciennement De Draak) est un parcours de montagnes russes E-Powered du parc d'attractions Plopsaland, situé à La Panne, dans la Province de Flandre-Occidentale, en Belgique. L'attraction a ouvert le 4 mars 2004 et a été renommée au début de la saison 2025.

## Description

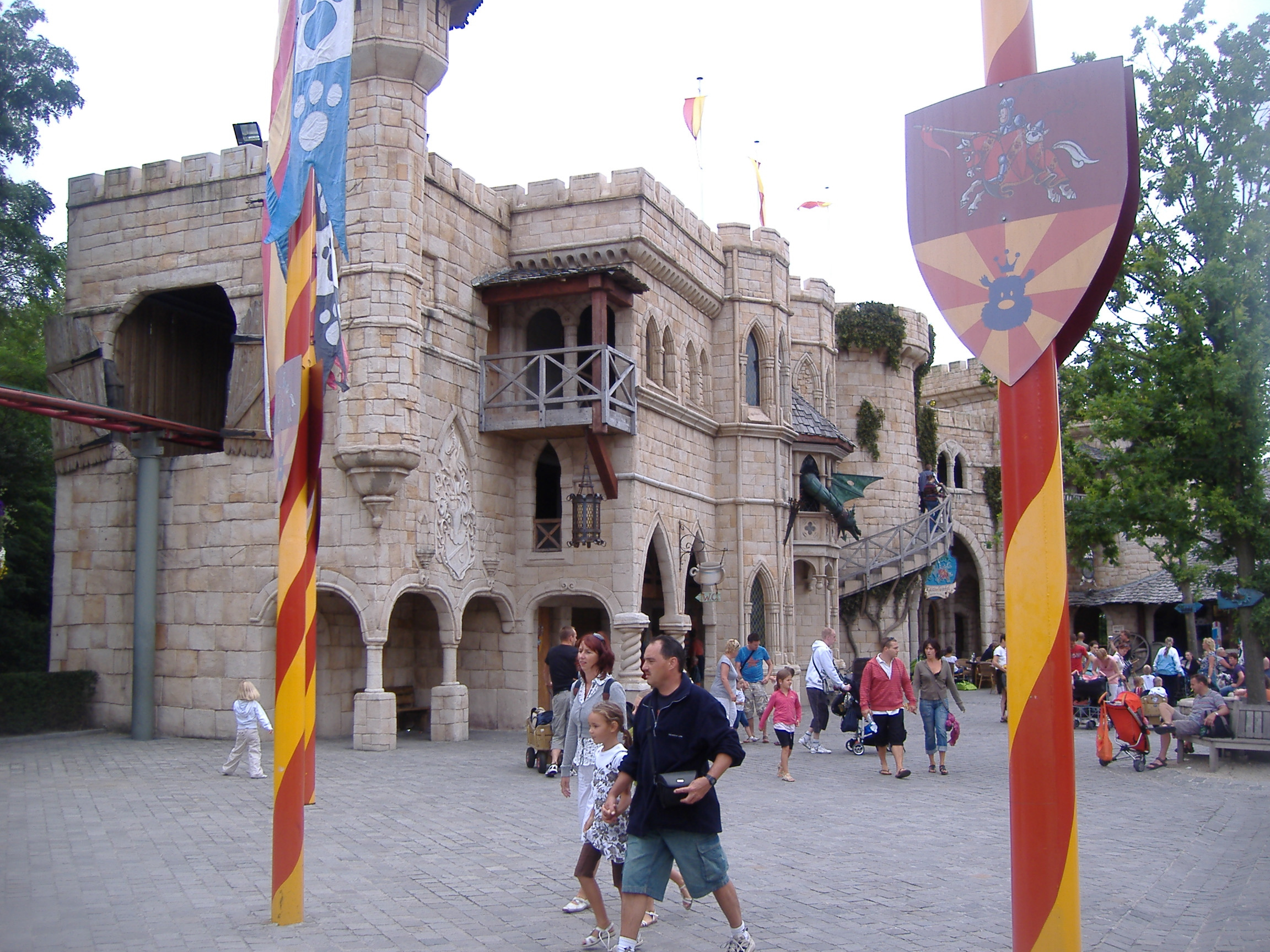
La gare d'embarquement.

Un seul train évolue sur le parcours. Celui-ci, propulsé par un lift électrique, est composé de dix wagons de deux rangées de deux places sécurisés par des lap bar pour un total de trente-huit passagers, le premier rang étant occupé par une statue de dragon.
Le tracé composé de trois hélices croise de multiples fois celui d'une autre attraction : les bûches Boomstammetjes (ou troncs d'arbres en français). Ils sont tous deux situés dans une petite zone à thématique médiévale avec une place, Kasteelplein (place du château). Au centre de celle-ci se trouve une petite fontaine entourée par de Gouden Wafel, un stand de nourriture et de kasteelwinkel, une boutique de souvenirs,. La gare est un château de 80 mètres de long, 1 200 mètres2 de surface et composé de trois étages. Il possède deux grandes portes, un pont ainsi qu'une file d'attente intérieure et extérieure. La réalisation des décors en béton sculpté est confiée à la société belge Giant.

## Galerie

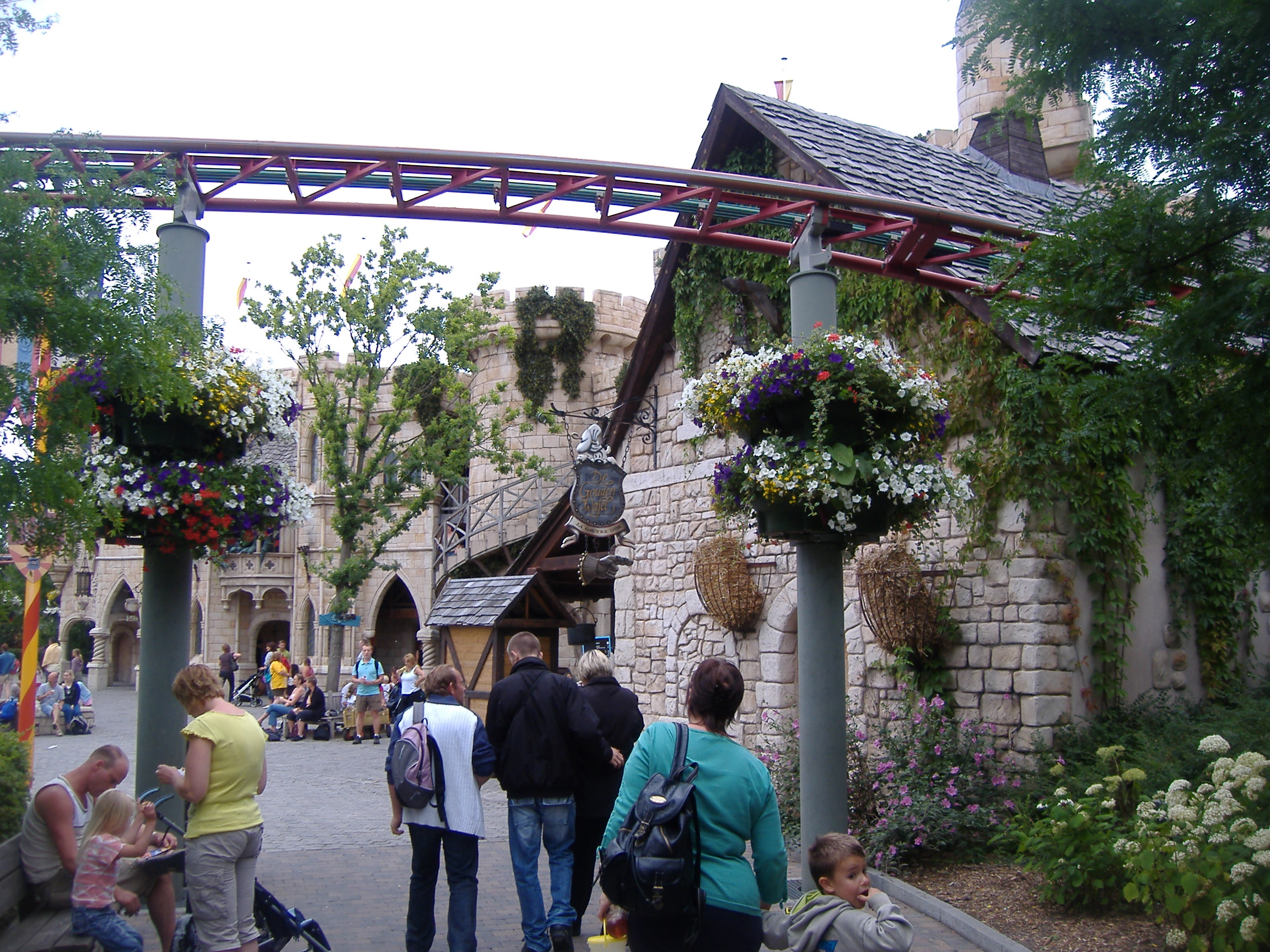
Zone du château du Roi Samson et du parcours.
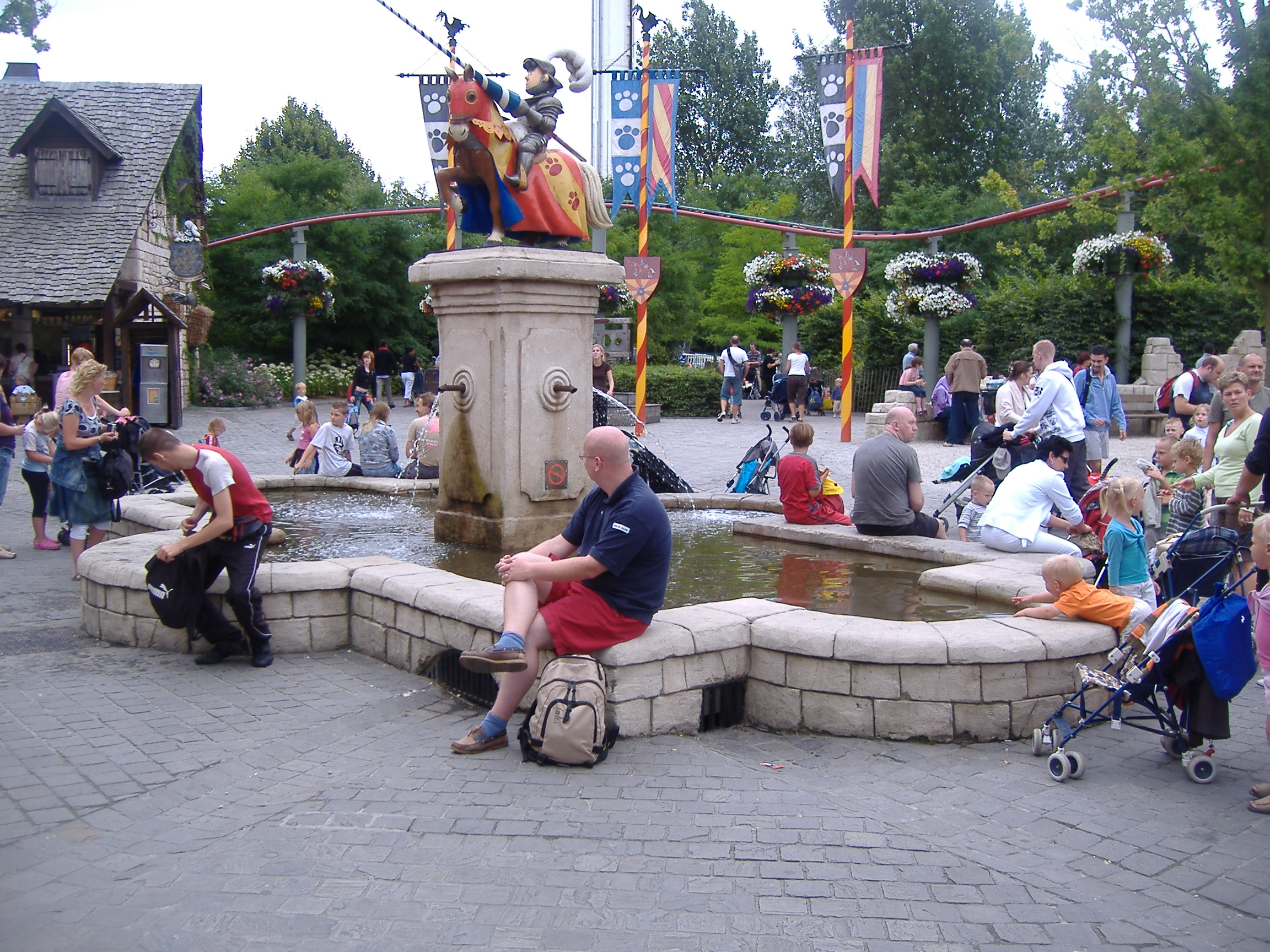
Place centrale de la zone et portion du circuit.
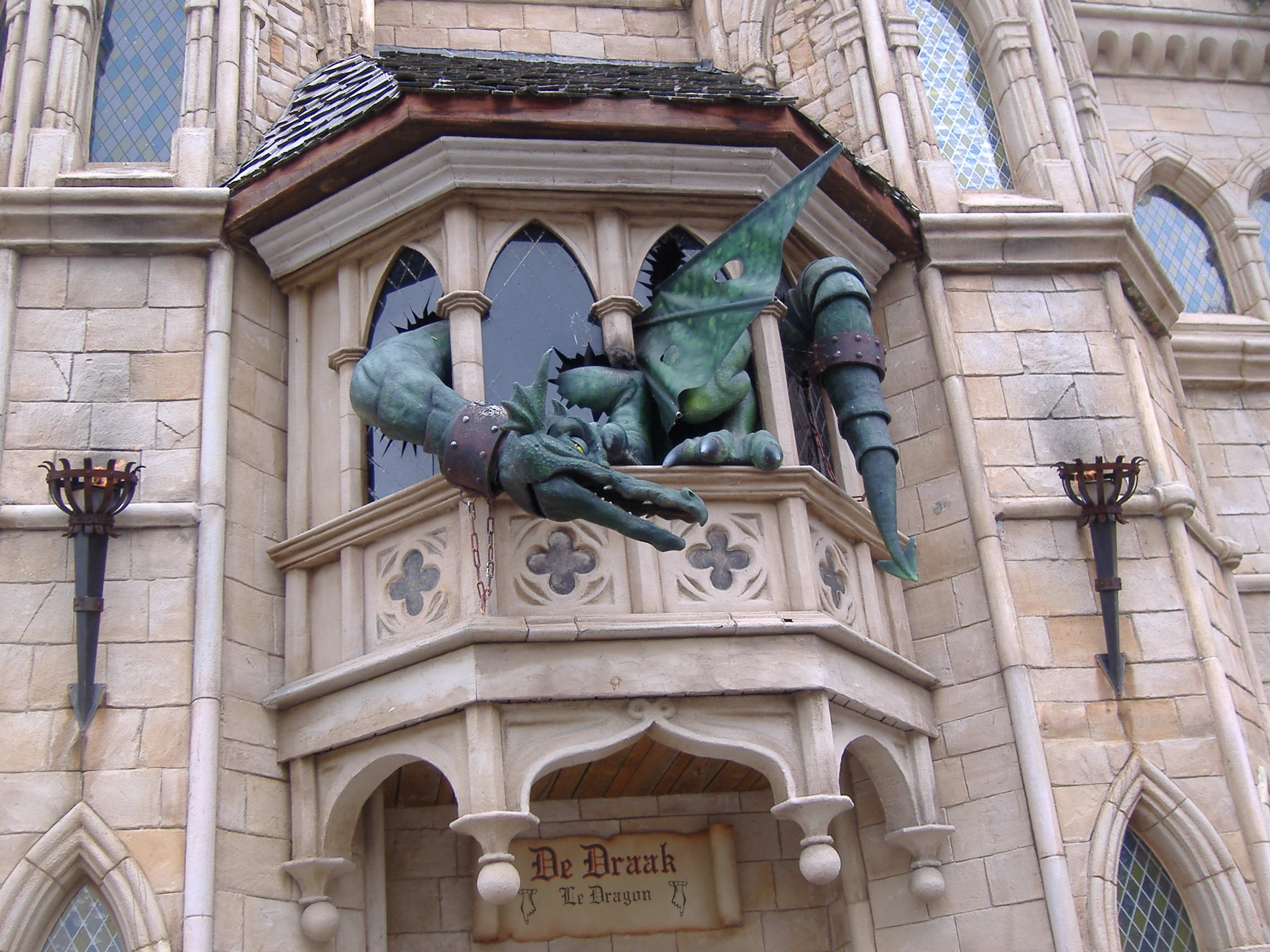
Le dragon encastré dans le château.